# Eschborner Dreieck
Das Eschborner Dreieck ist ein Autobahndreieck in der Gemarkung von Frankfurt am Main-Sossenheim an der Stadtgrenze zu Eschborn und Schwalbach. Es verbindet die Bundesautobahn 66 mit der 648.
Unmittelbar westlich des Autobahndreiecks befindet sich die Anschlussstelle Eschborn (AS Eschborn), über die die Fahrtrichtung der fehlenden Rampe von der A 66 aus Richtung Nordwestkreuz Frankfurt zur A 648 in Richtung Westkreuz Frankfurt höhenfrei ersetzt werden kann.

## Verkehrsaufkommen
| Von                        | Nach                           | Durchschnittliche tägliche Verkehrsstärke | Durchschnittliche tägliche Verkehrsstärke | Durchschnittliche tägliche Verkehrsstärke | Anteil Schwerlastverkehr | Anteil Schwerlastverkehr | Anteil Schwerlastverkehr |
| Von                        | Nach                           | 2005                                      | 2010                                      | 2015                                      | 2005                     | 2010                     | 2015                     |
| -------------------------- | ------------------------------ | ----------------------------------------- | ----------------------------------------- | ----------------------------------------- | ------------------------ | ------------------------ | ------------------------ |
| AS Frankfurt-Höchst (A 66) | Eschborner Dreieck             | 124.000                                   | 133.200                                   | 138.200                                   | 4,0 %                    | 3,7 %                    | 3,6 %                    |
| Eschborner Dreieck         | Nordwestkreuz Frankfurt (A 66) | 070.200                                   | 068.300                                   | 082.600                                   | 4,4 %                    | 4,4 %                    | 3,9 %                    |
| Eschborner Dreieck         | AS Frankfurt-Rödelheim (A 648) | 058.600                                   | 061.900                                   | 064.800                                   | 4,1 %                    | 2,9 %                    | 2,9 %                    |